# Daniel Wegner
Daniel M. Wegner, né le 28 juin 1948 à Calgary (Alberta) et mort le 5 juillet 2013 à Winchester (Massachusetts), est un psychosociologue américain. Il est professeur à l'université Harvard et membre de l'Association américaine pour l'avancement des sciences.
Il est surtout connu pour ses travaux en psychologie expérimentale sur des sujets tels l'effet rebond, et la mémoire transactive. Dans plusieurs publications telles The Illusion of Conscious Will, il argumente sur l'illusion de libre arbitre.

## Carrière
Wegner est né au Canada. Il s'inscrit à des études en physique à l'université d'État du Michigan, mais change de discipline pour s'orienter en psychologie. Il complète une maîtrise et, en 1974, un doctorat dans cette discipline. Il enseigne durant 15 ans à l'université Trinity (en), au Texas, où il devient professeur en 1985.
De 1990 à 2000, il fait de la recherche et enseigne à l'université de Virginie. Il rejoint par la suite l'université Harvard.

## Œuvre
- Schacter, D. S., Gilbert, D. T., & Wegner, D. M. (2011). Psychology: 2nd Edition. New York: Worth.
- Schacter, D. S., Gilbert, D. T., & Wegner, D. M. (2008). Psychology. New York: Worth.
- Wegner, D. M. (2002). The illusion of conscious will. Cambridge, MA: MIT Press.
- Wegner, D. M., & Pennebaker, J. W. (Eds.) (1993). Handbook of mental control. Englewood Cliffs, NJ: Prentice-Hall.
- Wegner, D. M. (1989). White bears and other unwanted thoughts: Suppression, obsession, and the psychology of mental control. New York: Viking/Penguin. German translation by Ernst Kabel Verlag, 1992. 1994 Edition, New York: Guilford Press.
- Vallacher, R. R. & Wegner, D. M. (1985). A theory of action identification. Hillsdale, NJ: Lawrence Erlbaum Associates.
- Wegner, D. M., & Vallacher, R. R. (Eds.). (1980). The self in social psychology. New York: Oxford University Press.
- Wegner, D. M., & Vallacher, R. R. (1977). Implicit psychology: An introduction to social cognition. New York: Oxford University Press. Japanese translation by Sogensha, 1988.  (ISBN 0-1950-2229-7)